# 뉴욕 지하철 E선
뉴욕 지하철 E선은 뉴욕 지하철의 운행 계통으로 B 디비전에 속해있다. 맨해튼의 IND 8번로 선을 사용하기 때문에 색상은 선명한 파랑이다.
E는 자메이카의 자메이카 센터-퍼슨스/아처와 로우맨해튼의 챔버스 스트리트-세계 무역 센터 간을 전 시간 운행하며, 출퇴근 시간 한정으로 자메이카 센터 역 대신 179번가에서 시종착한다. 주중 운행은 퀸스와 맨해튼 지역에서 급행 운행한다. 심야 운행은 전체 경로를 따라 완행 정차를 한다.
초기에 E 열차는 루트거스 스트리트 터널(Rutgers Street Tunnel) 및 IND 컬버 선을 따라 브루클린으로 운행했지만, 이 서비스 패턴은 1940년대에 중단되었다. 1976년까지 이 열차는 IND 풀튼 스트리트선과 IND 락어웨이선을 통해 블루클린 및 퀸스으로 운행했다.

## 역사
1933년 8월 19일, 루즈벨트 애비뉴-잭슨 하이츠(Roosevelt Avenue – Jackson Heights)와 허드슨 터미널(Hudson Terminal, 현 세계 무역 센터역) 사이에서 E 서비스가 공식적으로 시작되었다. 브루클린과 퀸즈 블러바드 선(Queens Boulevard Line)이 아직 자메이카 행 개통이 되지 않았을 때까지 IND 크로스타운선이 아직 완전히 개통되지 않았으므로 E는 퀸즈 대로를 통해 급행 운행하지 않았다.
1936년 1월 1일, IND 6번로 선(IND Sixth Avenue Line)이 이스트 브로드웨이 행으로 개통했고 E가 거기에서 연장되었다. E 열차는 웨스트 4번가(West Fourth Street)의 8번가 선 남쪽에 있는 역으로 더 이상 운행하지 않았다. 같은 해 4월 9일 6번로 선이 루트거스 스트리트 터널을 통해 제이 스트리트-버러홀(Jay Street–Borough Hall)까지 연장되었으며 E 열차가 이 열과 IND 컬버 선을 통해 A 열차를 대신하여 처치 애비뉴로 연장되었다. E 서비스는 1936년 12월 31일 퀸즈 블러바드 선이 큐 가든스-유니온 턴파이크(Kew Gardens–Union Turnpike)로 연장된 후, 1937년 4월 24일 169번가까지 연장되었다. E 열차는 1937년 4월 24일 콘티넨탈 애비뉴(Continental Avenue)와 퀸즈 플라자(Queens Plaza) 사이에서 급행 운행을 시작했다.
1938년 9월 12일, 몇 일 평일 러시아워 열차가 아침에 제이 스트리트(Jay Street)에서 종착역이 시작되었고, 저녁에 스미스-9번가역에서 몇 군데 진입했다. 1939년과 1940년 사이, 맨해튼의 허드슨 터미널에서 종착한 1939년 뉴욕 세계 박람회에서 오라스 하딩 대로 터미널과 직결된 오후 E 열차를 선택했다. 박람회 다음에 운행이 종료되었다.

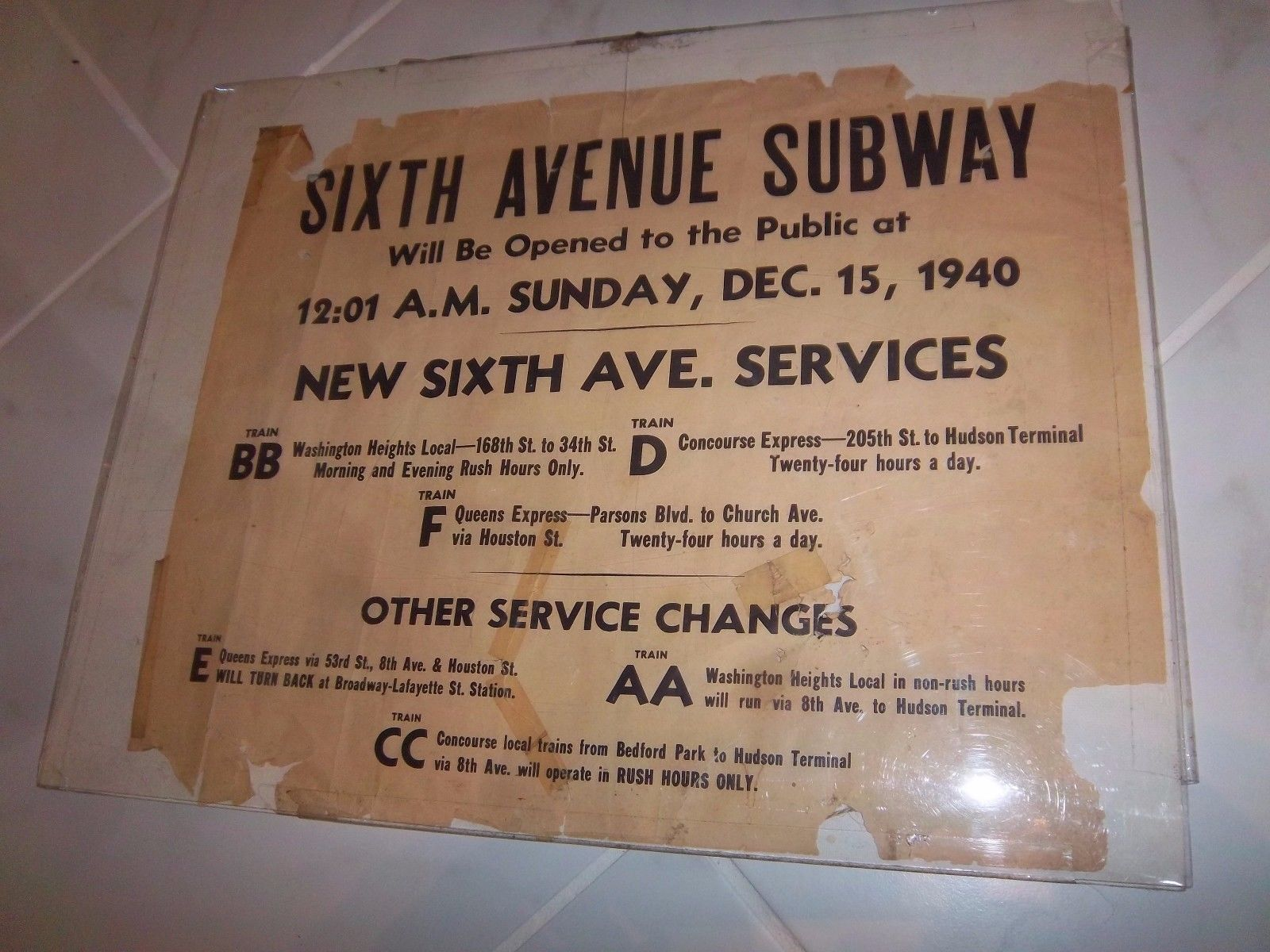
Sixth Avenue Subway Will Be Opened to the Public at 12-01 A.M. Sunday, Dec. 15, 1940(1940년 12월 15일 일요일 오전 12~1시, 6번로 지하철 운행 예정)

1940년 12월 15일, 6번로 선 전체에서 서비스가 시작되었다. E가 브로드웨이-라파예트 스트리트로 다시 끊어졌다. 그 역의 남쪽은 F 열차로 대체되었다. 1949년 10월 24일, 출퇴근 시간에 E는 풀튼 스트리트 로컬을 경유하여 브로드웨이-이스트 뉴욕으로 연장되었다.
1950년 12월 10일, 179번가 역이 개장했다. E 계통이 거기에서 종착했고, 퀸즈 플라자와 71번로 역 사이에 있으며 완행으로 71번로 역에서 179번가 역까지 운행한다.
1953년, 75번로, 서트핀 블러바드, 스프링 스트리트, 커낼 스트리트, 랄프 애비뉴, 브로드웨이-이스트 뉴욕에서 승강장이 660 피트로 길어져 11량 차량을 E 열차로 운행할 수 있게 되었다. E는 1953년 9월 8일 출퇴근 시간에 11량 열차를 운행하기 시작했다. 여분의 열차는 4,000명의 총 수송 능력을 증가시켰다.
1954년 10월 30일에, E 열차는 비혼잡 시간 동안에는 허드슨 터미널(Hudson Terminal) 행, 혼잡 시간에는 맨해튼에서 급행으로 운영하기 시작했다.

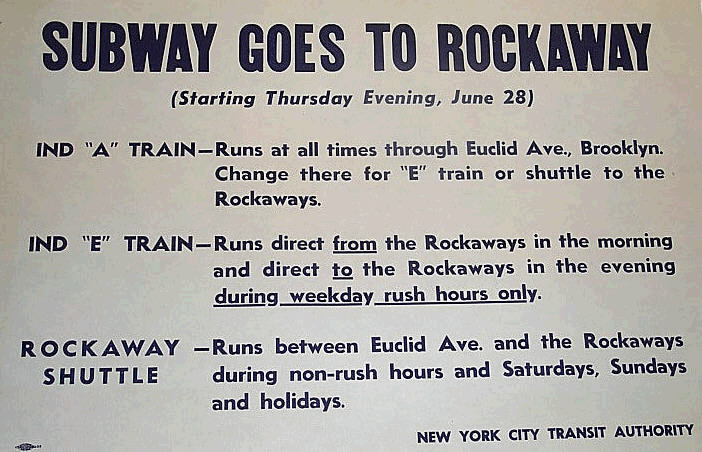
Subway Goes To Rockaway(지하철 락어웨이 행으로 운행)

1956년 6월 28일, LIRR 락어웨이 비치 지선은 지하철로 개조된 후 IND 락어웨이선(IND Rockaway Line)으로 재개되었으며, E 계통은 평일 러시아워 동안 이스트뉴욕에서 락어웨이 파크-비치 116번가 또는 비치 25번가로 연장되었다. 러시아워가 아닌 시간에는 유클리드와 락어웨이 파크 또는 웨이브크레스트 사이의 셔틀 서비스로 운행되었다.
1956년 9월 16일, 락어웨이 서비스가 A 열차로 대체되어 러시아워 E 계통이 유클리드 애비뉴로 다시 축소되었다. A와 E는 나중에 남쪽 끝을 다시 전환하고, 9월 8일, 1958년에 E는 혼잡 시간 동안 락어웨이에서 운행하기 시작했다. 1959년 9월 8일에 E는 유클리드 애비뉴 행 급행으로 운행을 시작했고 A는 완행이 되었다. 그러나, 1960년에 E 열차는 브루클린에서 급행 열차로, 유클리드 애비뉴에서 시작하여 나중에 러시아워에서 오존 파크-레퍼츠 블러바드에서 시작하는 락어웨이 행으로 연장되었다. 일부 E 열차는 불만으로 인해 당해 6월에 레퍼츠 블러바드로 연장되었다. 1963-1964년, E는 러시아워 시간대에 락어웨이로 연장되었으며 유클리드 애비뉴에서 시작하여 나중에 레퍼츠 블러바드에서 시작되었다.
| 1967년~1979년 노선기호 |

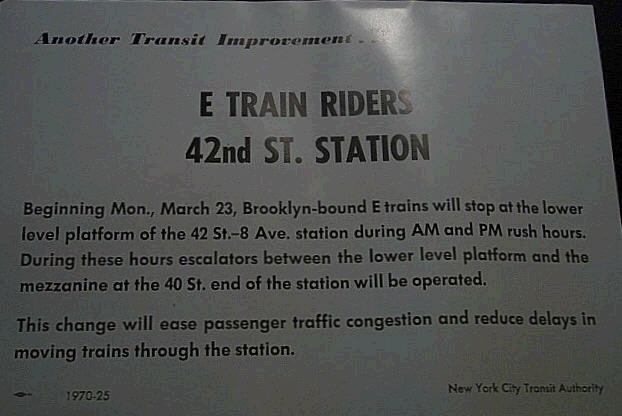
E Train Riders 42nd Street Stations(E 열차 42번가 역에 정차 시작)

1970년 3월 23일 남행 E 열차는 러시아워에서 42번가역 하층부에서 정차하기 시작했다.
1973년 1월 2일, E 열차는 다시 브루클린에서 완행이 되었고 락어웨이 파크-비치 116번가에서만 운행되었다. 마지막으로, 1976년 8월 27일, 브루클린의 E 서비스는 세계 무역 센터 역(완행 승강장)에서 종착되는 모든 열차로 폐지되었다. 브루클린 서비스는 CC 완행으로 대체되었다
1988년 12월 11일, IND 아처 애비뉴선이 개통했다. E 열차는 서트핀 블러바드 & 자메이카 센터 역의 상층부에서 멈추고 지점을 이 경유하여 경로가 변경되었다. E 기차는 평일 75번로 및 밴 윅 블러바드를 건너 뛴다. R 계통은 179번가로 연장되어 E를 힐사이드 애비뉴 완행 계통으로 대체했지만 F가 완행이 되면서 중단되었다. 일부 러시아워 열차는 179번가까지 계속 운행된다.
1997년 8월 31일, 늦은 밤 시간대에 E 계통이 퀸스 지역에서 시작되었다.
2000년 초반 세계무역센터 역의 트랙 스위치 교체로 인해 E는 유클리드 애비뉴로 연장 되었으나 늦은 밤 시간대는 커낼 스트리트로 운항되었다. E 계통은 2001년 9월 11일 테러에 의해 다시 영향을 받았는데, 그 종착역인 세계무역센터 역이 세계무역센터 지대의 북동부 자리에 있었기 때문에, 한동안 브루클린의 유클리드 애비뉴에서 늦은 밤 시간대를 제외한 IND 풀튼 스트리트선의 완행으로 일시 운행 중단 된 C 계통을 대신하여 E가 다시 운영되었다. 2001년 9월 24일에 C 계통이 복원되었고, 2002년 1월까지 세계무역센터 역이 폐쇄될 예정 이었기 때문에 E 계통은 커낼 스트리트로 축소되었다.
2001년 12월 16일, IND 63번가 선에서 퀸즈 블러바드 선으로의 연결이 열렸다. F 열차는 이 연결을 통해 맨해튼과 퀸스 사이를 운행하기 위해 다시 연결되었다. 일부 러시아워 E 열차는 이제 179번가로 달려서 유니언 턴파이크(Union Turnpike) 동쪽의 힐사이드 애비뉴(Hillside Avenue)에 있는 승객이 53번가까지의 급행 운행을 하게 되었다. 이것은 또한 러시아워 동안 자메이카 센터역의 수용력 부족으로 인한 것이다.

### EE 계통
| EE 노선기호 |

EE는 원래 GG가 운행되지 않는 피크 시간대에 71st-콘티넨탈 애비뉴 역과 챔버스 스트리트 역 사이의 8번로로 운행했다. 이 계통은 IND 6번로 선이 1940년에 완공되었을 때 중단되었다. 그러나, EE는 1967년 BMT 브로드웨이선의 완행 선로를 통해 71st-콘티넨탈 애비뉴 역과 화이트홀 스트리트역 사이를 운행하는, 기존 QT와 RR을 대체함으로 다시 나왔다. 이 계통은 1976년 8월 30일에 중단되었으며 N 계통으로 대체되었다. 화이트홀 스트리트에 대한 EE의 경로는 현재의 R 계통과 겹친다.

## 운행 체계 정보

### 운행 정보
다음 표는 E 운행 체계가 사용하는 노선을 나타내며, 지정된 시간에 운행하는 경로는 회색 상자로 표시하였다.:
| 노선                           | 기점                             | 종점            | 트랙 | 시간                | 시간 | 시간 | 시간           |
| 노선                           | 기점                             | 종점            | 트랙 | 러시 피크 제한 노선 | 평일 | 주말 | 늦은 밤 시간대 |
| ------------------------------ | -------------------------------- | --------------- | ---- | ------------------- | ---- | ---- | -------------- |
| IND 아처 애비뉴선 (전 노선)    | 자메이카 센터-퍼슨스/아처        | 자메이카-밴윅   | 모두 | 대부분 열차         |      |      |                |
| IND 퀸즈 블러바드 선 (전 노선) | 자메이카-179번가                 | 서트핀 블러바드 | 급행 | 제한 노선           |      |      |                |
| IND 퀸즈 블러바드 선 (전 노선) | 브라이어우드                     | 75번로          | 급행 |                     |      |      |                |
| IND 퀸즈 블러바드 선 (전 노선) | 브라이어우드                     | 75번로          | 완행 |                     |      |      |                |
| IND 퀸즈 블러바드 선 (전 노선) | 71번로                           | 퀸즈 플라자     | 급행 |                     |      |      |                |
| IND 퀸즈 블러바드 선 (전 노선) | 71번로                           | 퀸즈 플라자     | 완행 |                     |      |      |                |
| IND 퀸즈 블러바드 선 (전 노선) | 코트 스퀘어-23번가               | 50번가          | 모두 |                     |      |      |                |
| IND 8번로 선                   | 42번가-포트 오소리티 버스 터미널 | 세계 무역 센터  | 완행 |                     |      |      |                |

오전 러시아워 동안에는 4개 E 열차가 179번가에서 출발하고,
오후 러사이워 동안에는 3대 E 열차가 179번가에서 출발하고, 4대가 179번가에서 종착한다.

### 역 목록
| 역 서비스 범례                        | 역 서비스 범례                            |
| ------------------------------------- | ----------------------------------------- |
| 전 시간대에 정차                      | 전 시간대에 정차                          |
| 새벽 시간대를 제외한 전 시간대에 정차 | 심야 시간대를 제외한 전 시간대에 정차     |
| 새벽 시간대에만 정차                  | 심야 시간대에만 정차                      |
| 새벽 시간대와 주말에 정차             | 심야 시간대와 주말에 정차                 |
| 평일에만 정차                         | 평일에만 정차                             |
| 운영 중단                             | 운영 중단                                 |
| 시간대 세부 정보                      |                                           |
|                                       |                                           |
| 장애인 접근                           | 미국 장애인법 적용 역                     |
| ↑                                     | 미국 장애인법에 따라 화살표만 표시하는 역 |
| ↓                                     | 미국 장애인법에 따라 화살표만 표시하는 역 |
|                                       | 중이층으로만 이동가능한 엘리베이터        |

| JC                                                         | 179                                  | 역 (한글)                        | 역 (영문)                                   |                                   | 환승 정보 | 교통 연결 및 참고                                                                                         |
| ---------------------------------------------------------- | ------------------------------------ | -------------------------------- | ------------------------------------------- | --------------------------------- | --- | --- |
| 퀸스                                                       |                                      |                                  |                                             |                                   | | |
| IND 퀸즈 블러바드 선 (제한 러시아워 서비스에만 해당)       |                                      |                                  |                                             |                                   | | |
| 빈칸                                                       | 러시아워 시간대의 혼잡 구간에만 정차 | 자메이카-179번가                 | Jamaica–179th Street                        |                                   | 틀:NYCS Queens Hillside | Q3 버스를 통해 JFK 공항 이용 가능                                                                         |
| 빈칸                                                       | 러시아워 시간대의 혼잡 구간에만 정차 | 퍼슨스 블러바드                  | Parsons Boulevard                           |                                   | 틀:NYCS Queens Hillside | |
|                                                            |                                      |                                  |                                             |                                   | | |
| 아처 애비뉴선                                              |                                      |                                  |                                             |                                   | | |
| 전 시간대에 정차                                           | 빈칸                                 | 자메이카 센터-퍼슨스/아처        | Jamaica Center–Parsons/Archer               |                                   | 틀:NYCS Archer lower | Q44 셀렉트 버스 서비스                                                                                    |
| 전 시간대에 정차                                           | 빈칸                                 | 서트핀 블러바드-아처 애비뉴-JFK  | Sutphin Boulevard–Archer Avenue–JFK Airport |                                   | 틀:NYCS Archer lower | LIRR : 자메이카 에어트레인 JFK Q44 셀렉트 버스 서비스                                                     |
| 전 시간대에 정차                                           | 빈칸                                 | 자메이카-밴윅                    | Jamaica–Van Wyck                            |                                   | | |
|                                                            |                                      |                                  |                                             |                                   | | |
| 퀸즈 블러바드 선 (179번가와 자메이카 센터발 노선이 합쳐짐) |                                      |                                  |                                             |                                   | | |
| 새벽 시간대와 주말에 정차                                  |                                      | 브라이어우드                     | Briarwood                                   |                                   | 틀:NYCS Queens east local                                                                                                  | Q44 셀렉트 버스 서비스                                                                                    |
| 전 시간대에 정차                                           | 러시아워 시간대의 혼잡 구간에만 정차 | 큐 가든스-유니온 턴파이크        | Kew Gardens–Union Turnpike                  |                                   | 틀:NYCS Queens east | Q10 버스를 통해 JFK 공항 이용 가능 일부 북쪽 방향 러시아워 열차 운행은 이 역에서 종착한다.                |
| 새벽 시간대와 주말에 정차                                  |                                      | 75번로                           | 75th Avenue                                 |                                   | 틀:NYCS Queens east local                                                                                                  | |
| 전 시간대에 정차                                           | 러시아워 시간대의 혼잡 구간에만 정차 | 71번로                           | Forest Hills–71st Avenue                    |                                   | 틀:NYCS Queens | LIRR 메인 라인 : 포리스트힐스                                                                             |
| 새벽 시간대에만 정차                                       |                                      | 67번로                           | 67th Avenue                                 |                                   | | |
| 새벽 시간대에만 정차                                       |                                      | 63rd 드라이브–레고 파크          | 63rd Drive–Rego Park                        |                                   | | |
| 새벽 시간대에만 정차                                       |                                      | 우드하벤 블러바드                | Woodhaven Boulevard                         |                                   | | |
| 새벽 시간대에만 정차                                       |                                      | 그랜드 애비뉴-뉴타운             | Grand Avenue–Newtown                        |                                   | | |
| 새벽 시간대에만 정차                                       |                                      | 엘름허스트 애비뉴                | Elmhurst Avenue                             |                                   | | |
| 전 시간대에 정차                                           | 러시아워 시간대의 혼잡 구간에만 정차 | 잭슨 하이츠-루스벨트 애비뉴      | Jackson Heights–Roosevelt Avenue            |                                   | 7 (IRT 플러싱선) 틀:NYCS Queens                                                                                            | Q47 버스를 통해 라과디아 마린 에어 터미널 이용 가능 Q70 셀렉트 버스 서비스를 통해 라과디아 공항 이용 가능 |
| 새벽 시간대에만 정차                                       |                                      | 65번가                           | 65th Street                                 |                                   | | |
| 새벽 시간대에만 정차                                       |                                      | 노던 블러바드                    | Northern Boulevard                          |                                   | | |
| 새벽 시간대에만 정차                                       |                                      | 46번가                           | 46th Street                                 |                                   | | |
| 새벽 시간대에만 정차                                       |                                      | 스테인웨이 스트리트              | Steinway Street                             |                                   | | |
| 새벽 시간대에만 정차                                       |                                      | 36번가                           | 36th Street                                 |                                   | | |
| 전 시간대에 정차                                           | 러시아워 시간대의 혼잡 구간에만 정차 | 퀸즈 플라자                      | Queens Plaza                                |                                   | 틀:NYCS Queens Plaza | |
| 전 시간대에 정차                                           | 러시아워 시간대의 혼잡 구간에만 정차 | 코트 스퀘어-23번가               | Court Square–23rd Street                    | Elevator access to mezzanine only | 틀:NYCS Queens 53rd G (IND 크로스타운선) 7 <7> (IRT 플러싱선)                                                              | |
| 맨해튼                                                     |                                      |                                  |                                             |                                   | | |
| 전 시간대에 정차                                           | 러시아워 시간대의 혼잡 구간에만 정차 | 렉싱턴 애비뉴/53번가             | Lexington Avenue–53rd Street                |                                   | 틀:NYCS Lexington local (IRT 렉싱턴 애비뉴 선 : 51번가) 틀:NYCS Queens 53rd                                                | |
| 전 시간대에 정차                                           | 러시아워 시간대의 혼잡 구간에만 정차 | 5번로/53번가                     | Fifth Avenue/53rd Street                    |                                   | 틀:NYCS Queens 53rd | |
| 전 시간대에 정차                                           | 러시아워 시간대의 혼잡 구간에만 정차 | 7번로                            | Seventh Avenue                              |                                   | 틀:NYCS Sixth 53rd | |
| 8번로 선                                                   |                                      |                                  |                                             |                                   | | |
| 전 시간대에 정차                                           | 러시아워 시간대의 혼잡 구간에만 정차 | 50번가                           | 50th Street                                 | ↓                                 | A C (IND 8번로 선) | 남쪽 방면에서만 ADA-액세서빌(접근성) 가능                                                                 |
| 전 시간대에 정차                                           | 러시아워 시간대의 혼잡 구간에만 정차 | 42번가-포트 오소리티 버스 터미널 | 42nd Street–Port Authority Bus Terminal     |                                   | A C 1 2 3 (IRT 브로드웨이-7번로 선) 7 <7> (IRT 플러싱선) N Q R W (BMT 브로드웨이선) S (42번가 셔틀) : 타임스 스퀘어-42번가 | 포트 오소리티 버스 터미널 M34A 셀렉트 버스 서비스                                                         |
| 전 시간대에 정차                                           | 러시아워 시간대의 혼잡 구간에만 정차 | 34번가-펜역                      | 34th Street–Penn Station                    |                                   | A C | M34 / M34A 셀렉트 버스 서비스 펜실베이니아역에서 암트랙, LIRR, 뉴저지 트랜싯 이용 가능                    |
| 전 시간대에 정차                                           | 러시아워 시간대의 혼잡 구간에만 정차 | 23번가                           | 23rd Street                                 |                                   | A C | M23 셀렉트 버스 서비스                                                                                    |
| 전 시간대에 정차                                           | 러시아워 시간대의 혼잡 구간에만 정차 | 14번가                           | 14th Street                                 |                                   | A C L (BMT 캐나시 선) | |
| 전 시간대에 정차                                           | 러시아워 시간대의 혼잡 구간에만 정차 | 웨스트 4번가-워싱턴 스퀘어       | West Fourth Street–Washington Square        |                                   | A C B D F M (IND 6번로 선)                                                                                                 | PATH 환승 가능: 9번가                                                                                     |
| 전 시간대에 정차                                           | 러시아워 시간대의 혼잡 구간에만 정차 | 스프링 스트리트                  | Spring Street                               |                                   | A C | |
| 전 시간대에 정차                                           | 러시아워 시간대의 혼잡 구간에만 정차 | 커낼 스트리트                    | Canal Street                                |                                   | A C | |
| 전 시간대에 정차                                           | 러시아워 시간대의 혼잡 구간에만 정차 | 세계 무역 센터                   | World Trade Center                          | [ 참고 2 ]                        | A C 2 3 (IRT 브로드웨이-7번로 선 : 파크 플레이스역)                                                                        | PATH 환승 가능: 세계 무역 센터역 호보컨 및 저지 시티 페리                                                 |

## 참고
1. ↑  챔버스 스트리트-세계 무역 센터역은 실제로 MTA에 의해 두 개의 별도 역으로 지정되었다. E 열차는 세계 무역 센터역에서 정차하고, A C 열차는 챔버스 스트리트역에서 운영한다.
2. ↑  세계 무역 센터 부지에 건설을 위해 일시적으로 운영을 중단한 엘리베이터

1. ↑  맨해튼 행 오전 및 오후 출퇴근 시간 운행은 179번가에서 시종착한다. 표시는 퍼슨스 블러바드역의 급행 선로 위에 위치하여 열차가 169번가을 통과하는 것을 알려준다. 사진 출처:2004년 사진 보관됨 9월 27, 2007 - 웨이백 머신.
2. ↑  평일 출퇴근 시간 및 오후 시간대에 E 열차는 75번로 및 브라이어우드를 통과한다. 다른 모든 시간대에 E열차는 두 역에 모두 정차한다.